# الجباحية
الجباحية بلدية من بلديات دائرة قادرية بولاية البويرة الجزائرية، سميت الجباحية على الشهيد السي لجباح نسبة للشهيد الطاهر بوشدة المكنى سي الجباح إبان الثورة التحريرية المباركة، ولد بالريش بلدية عين الترك ولاية البويرة في 28 يونيو 1935 الموافق لسنة 26 ربيع الأول 1354هجري ابن أبيه بوشدة بلقاسم ابن على ابن مزيان من بلدية أيت العزيز ولأمه قاسي بنت سعيد عودة عرش أيت العزيز وحسب المعلومات الإدارية التي بحوزتنا إستشهد في شهر نوفمبر من سنة 1955م على بعد عشرات الأمتار من قبره الحالي بجنب المسجد وليس ببعيد من مقر بلدية الجباحية حاليا وهي تزخر بعدة موارد طبيعية وتحتوي على عدة مناطق سياحية.

## الموقع الجغرافي
تقع جباحية في غرب ولاية البويرة، الجزائر

## الاقتصاد
فتحت بلدية جباحية الباب للعديد من الشركات الاوربية لاستثمار فيها.
من حيث الصناعة: مصانع محلية وكندية وإيطالية تعتبر من أكبر البلديات توفيرا لليد العاملة بحيث تراجعت فيها نسبة البطالة بنسبة كبيرة جداً، إلا أن كل المناصب مؤقتة غير دائمة مما يجعل تراجع نسبة البطالة مؤقت، ستعود البطالة وبنسبة أكثر بعد أن ذهبت كوسيدار والشركة الإيطالية...الخ.
من حيص الزراعة: تزخر بلدية جباحية بمياهها العذبة مما سهل من انتعاش الزراعة خارج النسيج العمراني للبلدية واعطاها حلة خضراء تساهم بشكل غير مباشر في السياحة

## السياحة
بفضل الطريق السيار السريع شرق غرب الذي يمر على بلدية جباحية زاد كثير بعد انشائه من حيوية النشاط السياحي في جباحية.
كما تعتبر من أكبر المناطق السياحية وتعتبر بن هارون من المعالم التاريخية الأثرية التي يرجع تاريخها إلى فترة الاستعمار الفرنسي للجزائر وعرفت منطقة بن هارون التابعة لبدلية جباحية عدة مقاومات ابان ثورة التحرير المسلحة. وتزخر بمناظر رائعة تجعل الزائر لها يدمن عليها

## الرياضة والمرافق الرياضية
تتوفر بلدية جباحية على مرافق رياضية متعددة المجالات حيث تتوفر على ملعب لكرة القدم وعدة صالات للكراتيي والملاكمة وغيرها من الرياضات وحازت على العديد من الالقاب الجزائرية وحتى الدولية في مجال الكراتي (المصارعة)

## الاسواق
سوق لابيرين كما يسمى سابقا خالال فترة الاستعمار الفرنسي اصبح يسمى حاليا بسوق جباحية وكما هو معلوم ان جباحية مشتقة من اسم الشهيد سي جباح وتتنوع مبيعاته من خضر وفواكه وملابس.

## الإدارة
يشرف على إدارة البلدية رئيس المجلس الشعبي البلدي أو «المير كما يسمى عند عامة الناس» ويعتبر المسؤول الأول عنها بصفته منتخب من طرف الشعب وله نواب واعضاء يشاركونه في مهامه.ويخضع هذا الأخير لسلطة رئيس الدائرة (دائرة قاديرية) ووالي ولاية البويرة
النسيج العمراني في بلدية جباحية يتكون من شقق حضرية وعمارات مجهزة بكل مطالب الحياة الضرورية من ماء وكهرباء وخطوط الهاتف الأرضي والغاز الطبيعي.تحتوي جباحية على مرافق يجد فيها اهلها وغرباؤها الراحة ومن بينها «جاردان جباحية» أو حديقة جباحية وتوجد بها اشجار بساط اخضر طبيعي ومحلات كفيتيريا وبيتزا..أخ

## مواضيع ذات صلة
- بلديات ولاية البويرة
- دوائر ولاية البويرة